# دحل أم السروج
دحل أم السروج هو أحد الدحول الواقعة جنوب الصمان في السعودية.